# 38 cm SK L/45 „Max“
38 cm SK L/45 „Max“ е германско корабно оръдие с калибър 380 mm. Разработено е от фирмата Krupp, като основно въоръжение за линкорите на Кайзерлихе Марине от типа „Байерн“ и проектно въоръжение на линейните крайцери от типа „Ерзац Йорк“.

## История
Първоначално е военноморското оръдие, но е адаптирано за наземна служба, в резултат на забавяне на предаването на съдовете в експлоатация. Първото оръдие се появява на позиция (например, под Вердюн, през февруари 1915 г.), но има сериозен проблем с продължителните срокове за подготовка на необходимите бетонни огневи точки. За да се удовлетворят изискванията за по-голяма мобилност и по-бързо въвеждане в употреба, през 1917 г. Круп разработва комбиниран железопътен лафет.
Две от тези оръдия за първи път влизат в действие при обстрела на Вердюн. Последните варианти участват, през 1918 г., при пролетното настъпление, и второто сражение при Марна.
Едно оръдие е пленено в град Коекеларе (на 16 октомври 1918 г.) от белгийците в края на войната, а седемте останали оръдия са унищожени през 1921 и 1922 (в рамките на изпълняването на условията на Версайския договор). Белгийците продават своето оръдие на французите през 1924 г. за експериментални цели. През 1940 г. то е пленено от немците след капитулацията на Франция, но не се използва.

## Съхранен екземпляр
През октомври 2014 г. е открит нов музей посветен на оръдието „Макс“ в община Коекеларе. Главна тема на музея е немското 38 см СК Л/45 оръдие. В музея се намират и останки от артилерийската платформа.

## Характеристики
- Всичко произведени: 8 бр.
- Разработено: 1912 – 1914 г.
- Производител: „Круп“
- Производство: 1914 – 1918 г.
- Тегло: 267,9 тона
- Дължина: 31,61 м
- Дължина на ствола: 16,13 м
- Калибър: 38 сантиметра
- Начална скорост на снаряда от 800 до 1040 м/с
- Ефективна далечина на стрелбата: 22 200 м
- Максимална далечина на стрелбата: 47 500 м

## Коментари
1. ↑  Съгласно номенклатурата на артилерията на флота на Германската империя „SK“ (Schnelladekanone) означава „скорострелно оръдие“, а L/45 означава сравнителната дължина на оръдието в калибри. В дадения случай L/45 означава, че дължината на оръдието съставлява 45 негови калибра (380 × 45).